# David Wenham
David Wenham, född 21 september 1965 i Marrickville, New South Wales, australisk skådespelare.
Wenhams har medverkat i flera filmer, bland annat Simone de Beauvoir's Babies (1996) vilken gav honom ett Australian Film Institute-pris. Han spelade också rollen som dykaren Dan Della Bosca i den framgångsrika australiensiska TV-serien SeaChange under 1998 och 1999.
Sett till hans filmer har Wenham haft fler framgångar i Australien än utomlands. Wenham spelade i den kritikerrosade The Boys (1998) baserad på pjäsen med samma namn som hade premiär vid Griffin Theatre Company som i sin tur var baserad på mordet av Anita Cobby. Han har också varit med i filmerna Molokai: The Story of Father Damien (1999) (baserad på Fader Damiens liv), The Bank (2001) och Three Dollars (2005).
Wenham har periodvis medverkat i Hollywood-filmer. Den filmroll som han är internationellt mest känd för är som den fiktive karaktären Faramir, Denethors son, i Sagan om de två tornen och Sagan om konungens återkomst. Han var även med i Van Helsing där han spelade rollen som Broder Carl mot Hugh Jackman, i Krokodiljägaren som en parkvakt och kort i Moulin Rouge! som Audrey.
Wenham var med i musikvideon för Alex Lloyds singel Brand New Day. Ett porträtt av honom, gjort av målaren Adam Cullen vann Archibald priset 2000.
Han har en dotter, Eliza Jane, tillsammans med sin långtida flickvän Kate Agnew. Han har även blivit hedersdoktor vid Australia Catholic University för sina tjänster inom skådespeleri.
Han har också spelat in sin röst till Lee Sin - "The Blind Monk" i datorspelet League of Legends.

## Filmografi (i urval)
- 1998 – Dark City
- 2001 – Moulin Rouge!
- 2002 – Sagan om de två tornen
- 2003 – Sagan om konungens återkomst
- 2004 – Van Helsing
- 2007 – 300
- 2008 – The Children of Huang Shi
- 2008 – Australia
- 2009 – Public Enemies
- 2010 – Legenden om ugglornas rike (röst)
- 2013 – Top of the Lake (TV-serie)
- 2014 – 300: Rise of an Empire
- 2015 – Banished (TV-serie)
- 2016 – Lion
- 2017 – Iron Fist (TV-serie)
- 2017 – Pirates of the Caribbean: Salazar's Revenge
- 2018 – Pelle Kanin (röst)
- 2020 – Brevet till kungen (TV-serie)
- 2021 – Pelle Kanin 2 – På rymmen (röst)
- 2022 – Elvis